# ニューヨーク山中商会
ニューヨーク山中商会（ニューヨークやまなかしょうかい、Yamanaka & Co., Inc., New York）は、アメリカ合衆国ニューヨーク市に存在した美術商。大阪市の美術商山中商会最初の海外支店として1894年山中定次郎によって開業し、1917年5番街の一等地にギャラリーを構えたが、太平洋戦争開戦に伴い接収され、1944年閉店した。

## 歴史

### 開業
1894年11月、大阪の美術商山中家から山中定次郎、山中繁次郎がエンプレス・オブ・チャイナ号でアメリカ合衆国に渡り、11月3日ニューヨーク西27丁目4番地に仮支店を開設したことに始まる。1895年2月、芸術関係の店が集まるマディソン街から程近い西27丁目2番地に移転した。
1896年3月12日アメリカン・アート・アソシエーションで「希有な漆器、絵画、版画と磁器」と題した競売を行い、1898年9月か10月頃5番街254番地に進出した。

### 最盛期

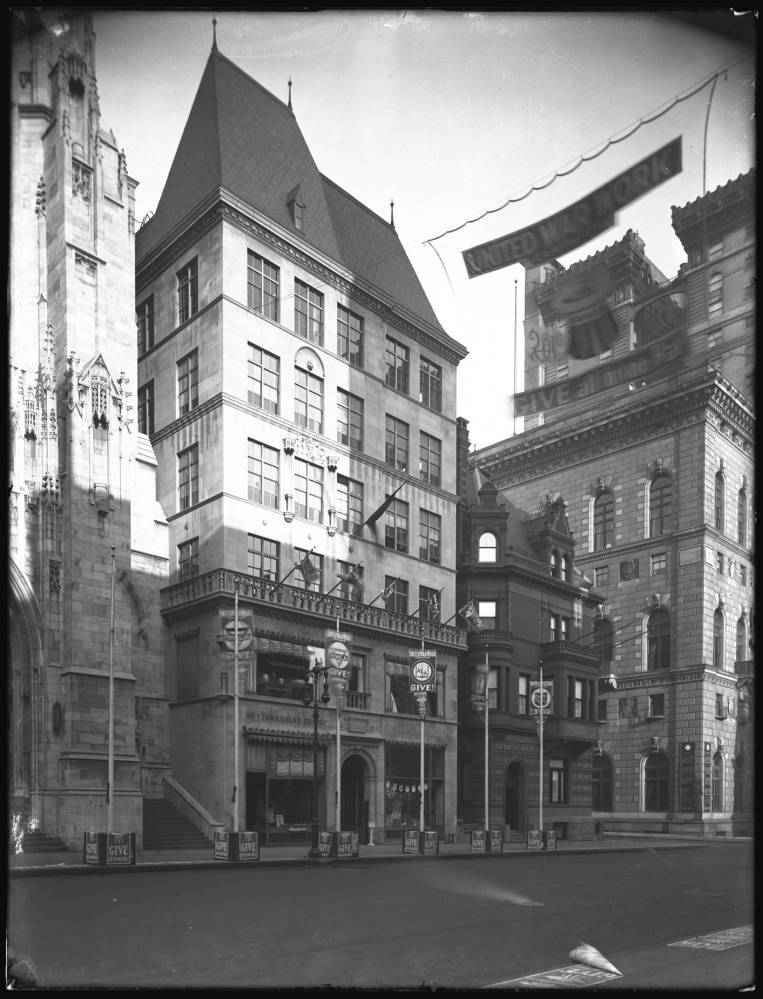
1918年撮影

1912年山中商会が北京で愛新覚羅溥偉から買い取った仕入品を、ニューヨーク店は1913年2月27日から3日間アメリカン・アート・ギャラリーズで「中国の恭親王の卓越したコレクション」と題した競売にかけ、メディアの注目を集めた。
1917年11月、5番街の中でも一等地のアッパー・フィフスアベニューのロックフェラービルに移転した。得意客のジョン・ロックフェラー2世が設計した7階建のシャトー風建物で、聖トマス教会とトゥオンブリー邸の間にあった。

### 戦争による閉店
1930年代から中国情勢の悪化、世界恐慌によって資金繰りが悪化した。1932年11月、12月には5番街664番地の旧A・Aヴァンタイン社店舗でバーゲンセールを行った。1934年ニューヨーク州法により株式会社に改組した。
1941年日米関係の悪化に伴い大阪本社等と対応を検討中、7月21日日本の仏印進駐を受けて在米日本資産凍結令が出され、日本への資産の移動、商品の仕入れ等が不可能となった。8月12日大阪本社では、ボストン、シカゴ店をニューヨーク店に一本化することが決議された。一方、ニューヨーク店では、会計コンサルタントウィリアム・S・シャーウッドは受託人への資産管理委託、弁護士レイモンド・A・ビッドウェルは役員、株主をアメリカ国民とすることを提案したが、いずれも現実的でなく、なす術がなくなった。
12月7日真珠湾攻撃が勃発し、即日財務省の管理下に置かれ閉店、1942年1月19日清算のため再開店したが、4月25日再閉店した。6月16日敵国資産管理人局の支配に移り、資産の清算が行われ、1944年4月8日閉店した。
残りの在庫は5月から6月にかけてパーク＝バーネット・ギャラリーズで競売にかけられ、1946年1月法人は解散した。旧店舗にはガラス製品等を扱うアルフレッド・オーリック社が入居した。

### 戦後の店舗
解散後、元店員クレア・マクレディはパーク街482番地に店を開き、戦後山中商会に再出店を持ちかけ、1952年8月4万ドルで買収したが、1965年秋古参社員A・セオドア・テーバーの死去後休業状態になり、1966年9月30日閉店した。

## 関連人物

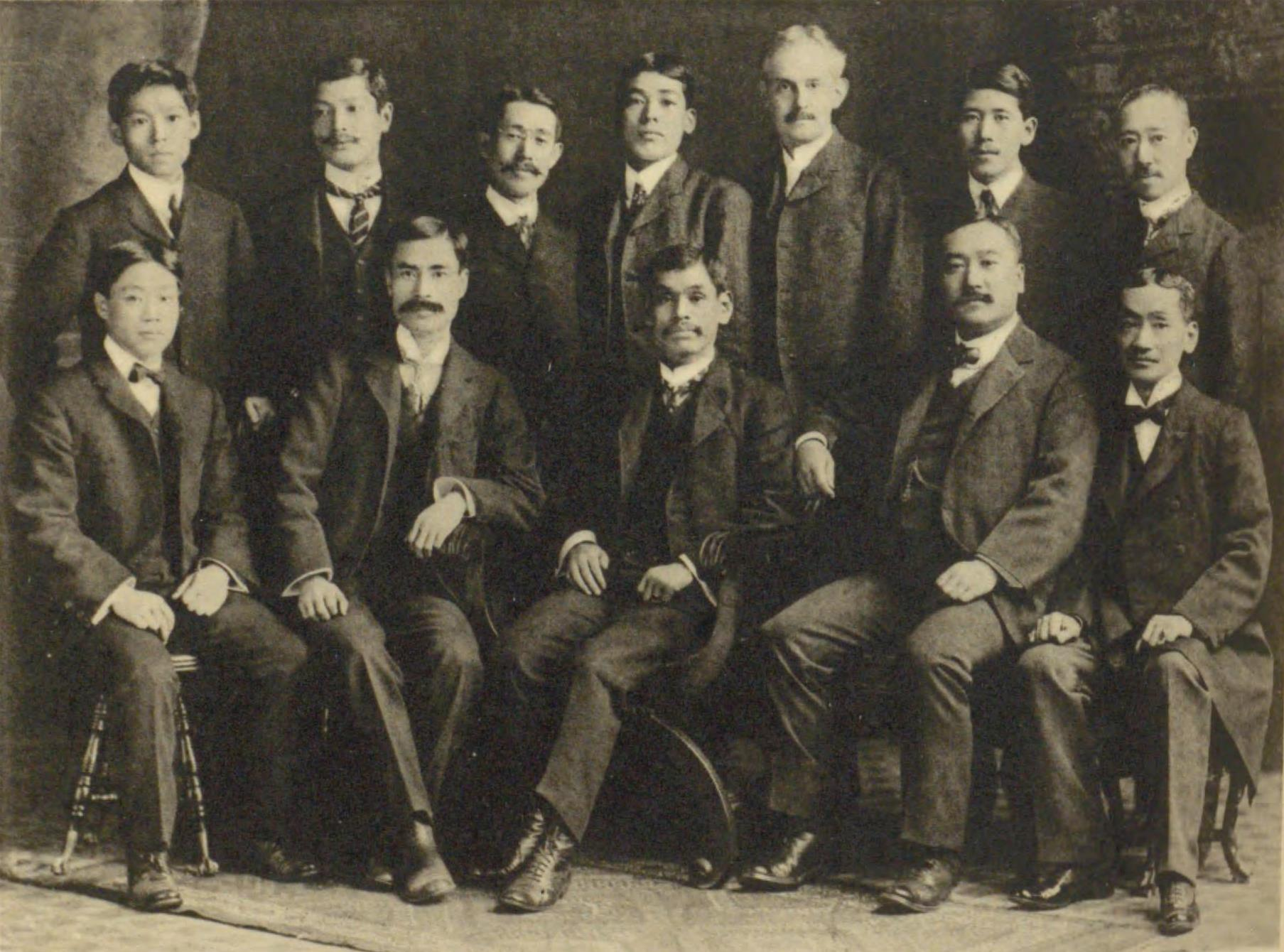
1904年の店員一同

- 山中定次郎 - 初代店長。山中吉兵衛養子。
- 山中松治郎 - 山中吉郎兵衛養子[6]。
- 牛窪第二郎 - 2代目店長。元内務官僚。現地採用か[25]。
- 森田太三郎 - 大阪から派遣された。ボストン店開店に伴い移籍した[6]
- 田中吉次郎 - 一時期店長[7]。
- 白江信三 - 四代目山中吉兵衛婿[26]。
- 林愛作 - 5番街移転頃入社。1909年帰国し帝国ホテル支配人[26]。
- 瀬尾梅雄 - 戦後個人で美術商を営み、1998年没[27]。
- 岡島辰五郎 - 1912年修理部門に入社し、1918年日本美術商会を開業[28]。
- アレン・J・マーチャー - 接収後の取締役会長[17]。政府外から雇われた[29]。
- エドワード・H・パービックス - 接収後の社長。敵国資産管理人局員[29]。
- クレア・マクレディ - 接収後パーク街に開業。
- ナタリー・スコルニク - マクレディの下で働いた。
- 井上久四郎 - 戦後初代店長。旧ロンドン支店長[30]。1959年没[31]。
- 二代目山中六三郎 - 戦後2代目店長。幼名豊次郎[31]。